# Aphilopota spissata
Aphilopota spissata är en fjärilsart som beskrevs av W. Warren 1905. Aphilopota spissata ingår i släktet Aphilopota och familjen mätare. Inga underarter finns listade i Catalogue of Life.